# Santa Eugènia
Santa Eugènia è un comune spagnolo di 1 663 abitanti situato nella comunità autonoma delle Baleari, sull'isola di Maiorca.